# سرخس‌های پاخرگوشی
سرخس‌های پاخرگوشی (نام علمی: Davallia) نام یک سرده از تیره پاخرگوشیان است.